# 白色戀人們
《白色戀人們》，是日本男歌手桑田佳祐的第7張個人單曲。2001年10月24日發行。是桑田佳祐個人solo最暢銷的單曲作品。

## 簡介
和前作《破浪強尼》一樣作為可口可樂「NO REASON」活動的主題曲。
南方之星和桑田佳祐大多數歌曲都是以夏日、陽光、大海等作為背景，這張單曲一反常態，以冬季作為歌曲主題。描寫寒冬夜晚，積雪越來越厚，主人公一直在等到著那不會再回來的戀人，心情愈發悲傷。
2001年的銷量為95.7萬張，是2001年度日本單曲銷量第6位，第3位的同樣是桑田佳祐的單曲《破浪強尼》；在2002年的年榜上銷量依然有第37位。總銷量達123.14萬張，是桑田佳祐個人單曲最暢銷的作品。如果是計算桑田佳祐個人相關單曲，則是以桑田佳祐&Mr.Children名義發行的《奇蹟的地球》最暢銷。

## 收錄曲目
1. 白色戀人們（白い恋人達）
作詞、作曲、編曲：桑田佳祐；弦&管編曲：島健
可口可樂「NO REASON」活動的主題曲
2. 跳舞吧！寶貝1962（踊ろよベイビー1962）
作詞、作曲、編曲：桑田佳祐
向披頭四致意的歌曲，作品中有出現披頭四一些專輯裡的歌詞，如《Please Please Me》裡的「Twist and Shout」、《A Hard Day's Night》中的「Tell Me Why」、「I Should Have Known Better」等等。
3. 再擁有一次那段美好的愛情 ～ 阿彌陀佛婆婆之歌組曲
作詞：北山修 ～ 桑田佳祐；作曲：加藤和彥 ～ 桑田佳祐；編曲：古賀紅太 & His Friends
翻唱自1971年北山修和加藤和彥的歌曲《再擁有一次那段美好的愛情》

## 翻唱作品
- 香港歌手許志安國語版《My Love》[3]
- 日本歌王平井堅曾在2009年概念專輯《Ken's Bar II》中翻唱此曲